# 7 Days to the Wolves
7 Days To The Wolves es la canción número 12 del álbum Dark Passion Play de la banda de metal finlandesa Nightwish. Está escrita y compuesta por el líder de la banda, Tuomas Holopainen y el bajista y cantante masculino Marco Hietala. Fue una canción muy esperada por los fanes de la banda ya que añadieron un sample en su web donde los seguidores pudieron apreciar los tonos más altos de la nueva cantante hasta entonces.

## Créditos
- Tuomas Holopainen - Teclado / Composición
- Anette Olzon - Voz
- Jukka Nevalainen - Batería
- Marco Hietala - Bajo / Voz
- Emppu Vuorinen - Guitarra

- Orquesta Filarmónica de Londres - Orquesta